# Tour Mapfre

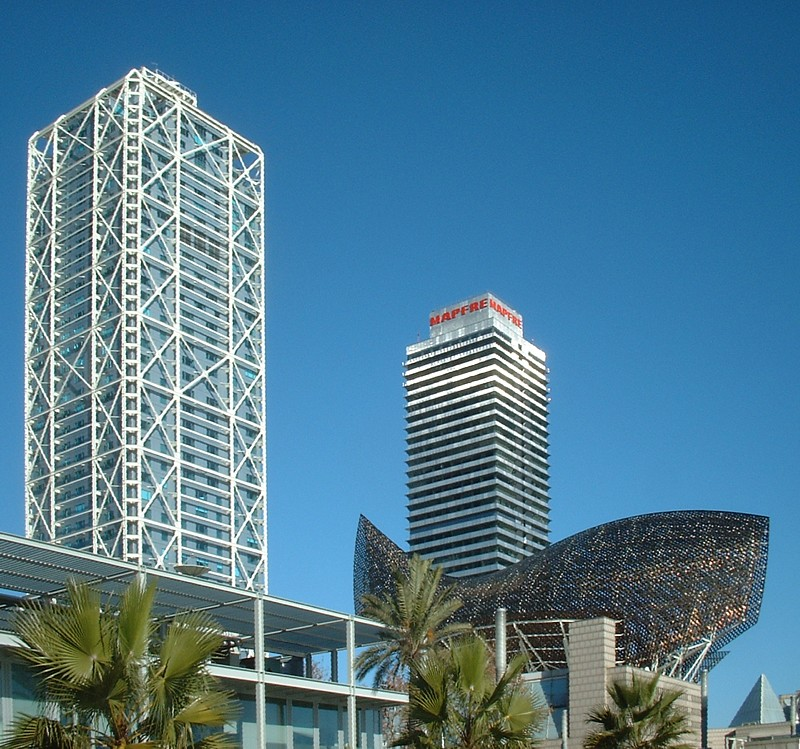
La Torre Mapfre en arrière-plan. Sur la gauche : l'Hôtel Arts et au centre le Poisson de Frank Gehry.

La tour Mapfre (Torre Mapfre en catalan et en espagnol), est un gratte-ciel de Barcelone dans la communauté autonome de Catalogne en Espagne.

## Présentation
Dessinée par les architectes Iñigo Ortiz et Enrique de León, l'immeuble a été bâti entre 1991 et 1992 pour les Jeux olympiques d'été de 1992, dans le port olympique de Barcelone.

## Situation
Le bâtiment est occupé par le groupe d’assurances Mapfre, d'autres sociétés occupent également des bureaux : URSSA Mondragon Corporación Cooperativa, Ciments Portland, Otis Espagne et ExoClick S.L. entre autres.
Avec sa voisine l'hôtel Arts, située en contrebas du Poisson de Frank Gehry, la tour Mapfre est au centre de la cité olympique (Vila Olímpica). Le carrer de la Marina, la rue qui passe entre les deux tours, conduit immédiatement au Port olympique, au nord, et à la plage du Somorrostro, au sud.